# Morrut
|  | Per a altres significats, vegeu «Morrut de les palmeres». |

El morrut, també coneguda com requés, roja i montserratina és una varietat d'olivera. Prové de Tortosa i el seu nom fa referència a la forma de mugró en el punt estilar de l'oliva. Es conrea a les províncies de Tarragona i a la Castelló.

## Característiques agronòmiques
És una varietat de vigor mitjà i considerada com poc rústega donada la seva sensibilitat a la sequedat, al tereny pobre i al fred de l'hivern.
L'entrada en producció des de la plantació és tardana. L'època de florida és molt aviat i presenta un elevat percentatge d'avortament ovàric de les flors i, per tant, amb molts fruits que no s'acaben de formar. La seva productivitat és baixa i alternant (afectada pel fenomen de la contranyada. L'època de maduració dels fruits és molt tardana però la collita mecànica és fàcil. Fa olives de pes mitjà i de forma el·líptica.

## Usos
Per a oli. Té un bon rendiment de greix i un oli de baixíssima estabilitat, cosa que en compromet la conservació.L'oli que produeix és la base de la denominació d'origen protegida (DOP) Baix Ebre-Montsià.